# Jan Witkiewicz
Jan Witkiewicz ps. „Koszczyc”, znany też jako Jan Koszczyc Witkiewicz (ur. 16 marca 1881 w Urdominie, zm. 25 października 1958 w Warszawie) – polski architekt i konserwator zabytków. W okresie art déco i wczesnego modernizmu dążył do tworzenia nowatorskich koncepcji architektonicznych powiązanych z tradycyjnymi motywami architektury polskiej.

## Życiorys

### Rodzina
Urodził się w majątku Urdomin na Suwalszczyźnie, w rodzinie Jana Witkiewicza (1846–1920) i Anny z Łopacińskich (zm. 1883). Ojciec, który był starszym bratem Stanisława Witkiewicza, uczestniczył w powstaniu styczniowym, został zesłany na Syberię do Tomska. Matka, spokrewniona z Emilią Plater, zmarła podczas porodu siostry Marii (Dziudzi) Witkiewiczówny (1883–1962). Rodzeństwo wychowane było przez ciotkę Marie (Mary) Witkiewiczównę, niezamężną siostrę Jana i Stanisława Witkiewiczów.

### Studia i działalność polityczna

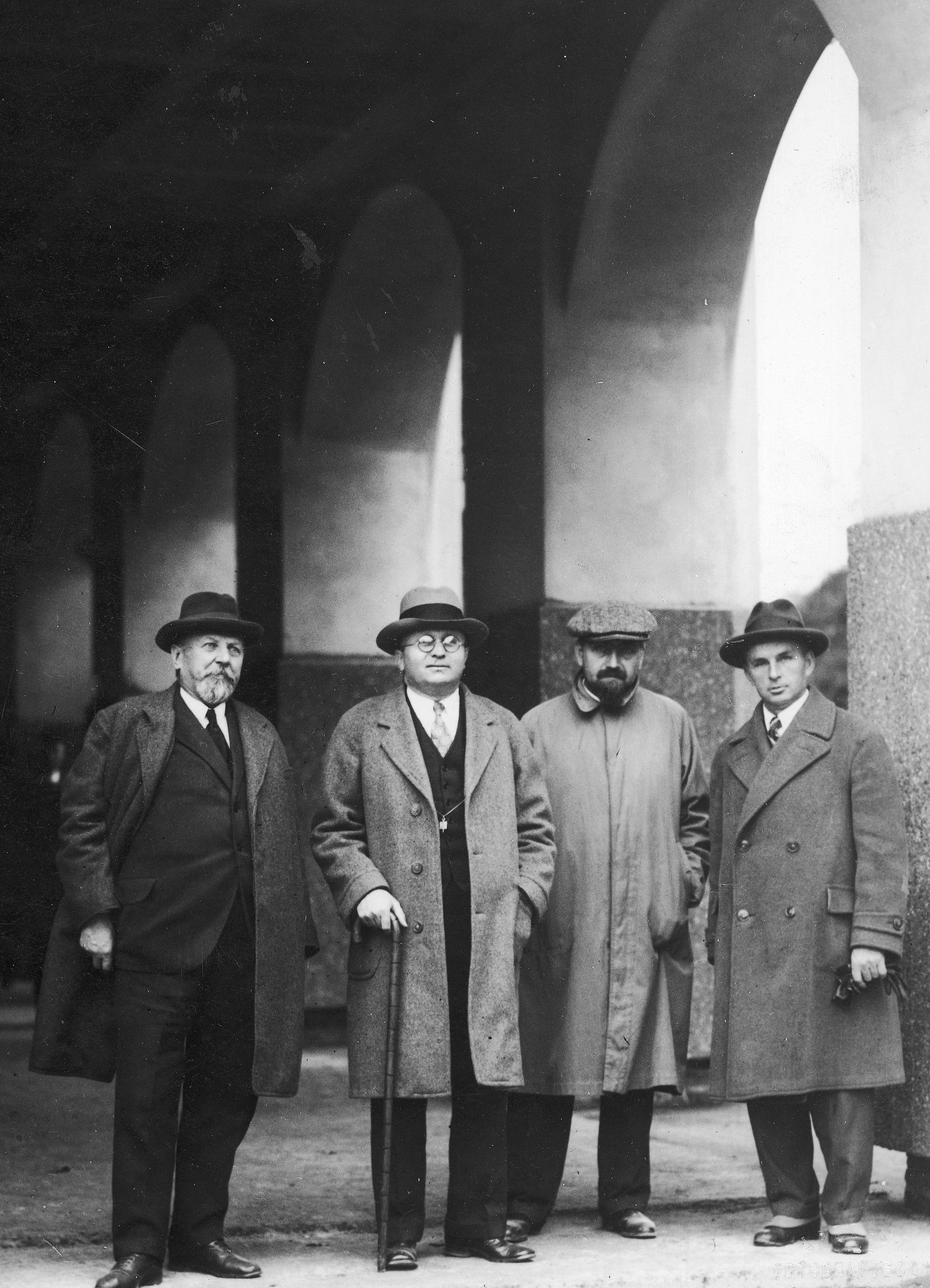
Budowa Wyższej Szkoły Handlowej w Warszawie (1934). Od lewej: Antoni Sujkowski (rektor szkoły), prof. Stefan Mierzwa (założyciel Fundacji Kościuszkowskiej), inż. Jan Witkiewicz i inż. Zdzisław Gillewicz.

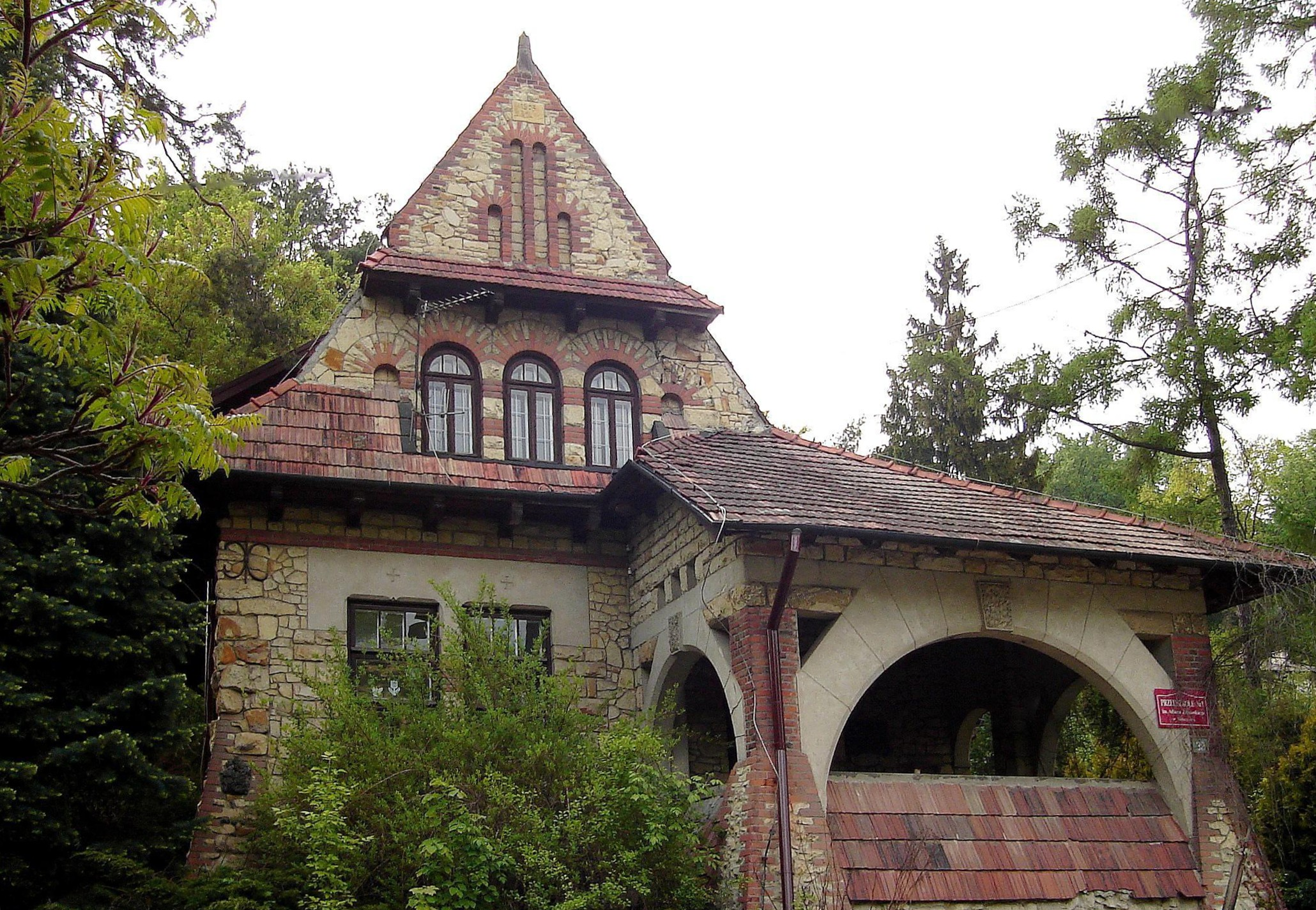
Budynek ochronki w Nałęczowie

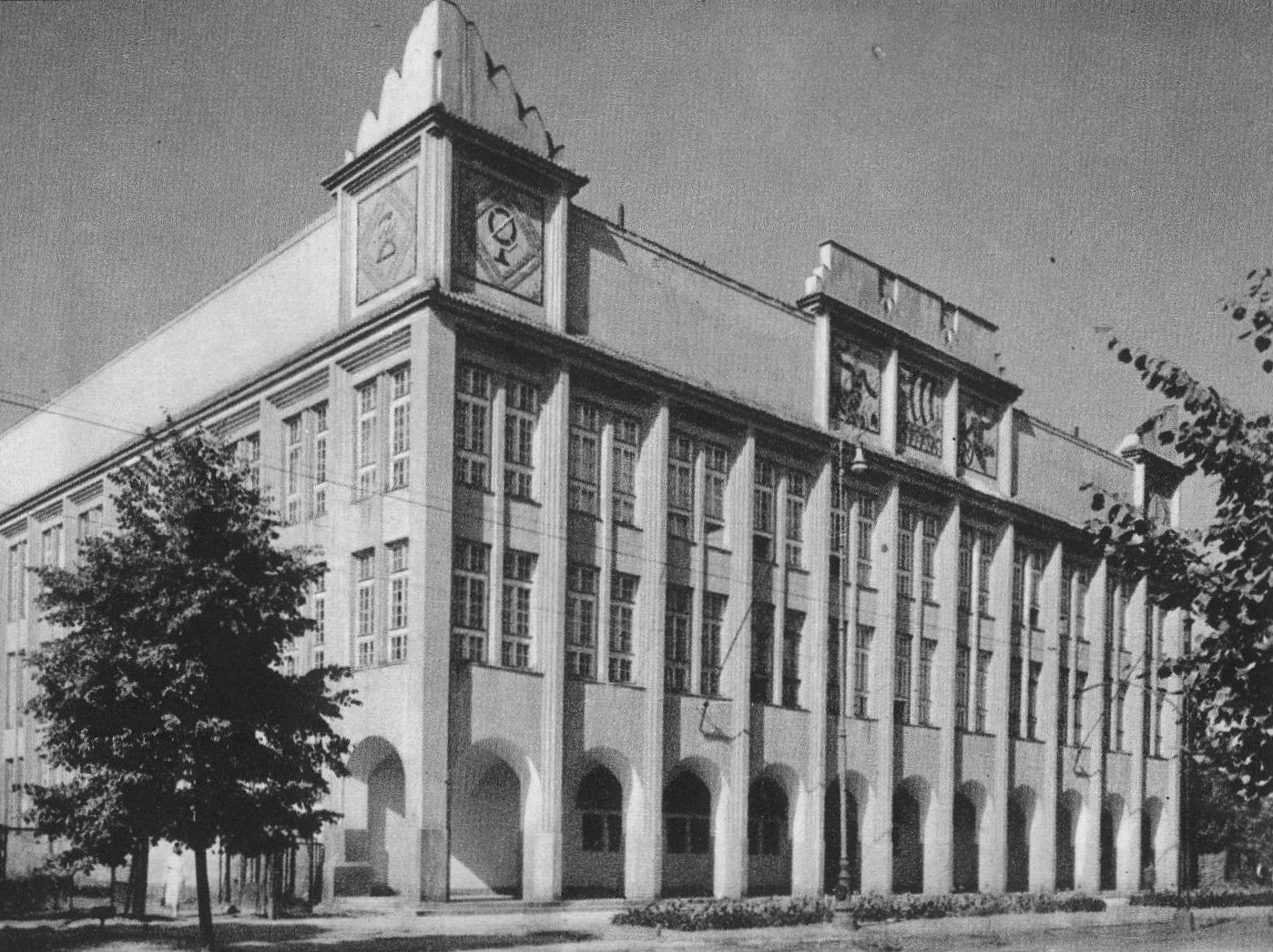
Budynek „A” przy ul. Rakowieckiej 24, najstarszy budynek w kampusie SGH

W 1899 ukończył Gimnazjum Realne w Mińsku Litewskim i rozpoczął studia na Wydziale Inżynieryjno-Budowlanym Politechniki Warszawskiej. Rok później przeniósł się na Wydział Architektury Politechniki Lwowskiej, a od 1901 roku studia kontynuował na Wydziale Architektury Politechniki w Monachium, gdzie w 1904 uzyskał dyplom architekta. Jako uczeń i student należał do tajnych organizacji, m.in. koła studenckiego na Politechnice Lwowskiej prowadzonego przez założycieli PPS Witolda Jodkę oraz Bolesława Miklaszewskiego, co, jak wspomina w swoim życiorysie, ugruntowało jego socjalistyczne przekonania. W Monachium należał do stowarzyszenia lewicowego Polonia oraz do Związku Zagranicznego Socjalistów Polskich. Utrzymywał tam kontakty z Julianem Marchlewskim oraz Adolfem Warskim. W latach 1902–1903 był delegatem na zjazd Młodzieży Postępowej w Zurychu. Za tę działalność został aresztowany w czasie demonstracji pierwszomajowej w 1900 roku po bitwie pod „Sans-Souci” (kawiarnia w Al. Jerozolimskich) i znalazł się w carskim więzieniu (Cytadeli Warszawskiej). W 1905 roku w Warszawie współtworzył Związek Ludowy. W 1906 roku został aresztowany. Osadzony był w areszcie śledczym przy ul. Daniłowiczowskiej oraz w Pawiaku. W następnym roku został zwolniony za kaucją. Po osądzeniu przez sąd wojenny musiał stawiać się co miesiąc na posterunku, co spowodowało odsunięcie się od organizacji.

### Działalność zawodowa
W latach 1904–1905 współpracował w Zakopanem ze stryjem Stanisławem Witkiewiczem (m.in. budowa domu dla ojca – willa Witkiewiczówka według projektu z roku 1903). W 1905 został zaproszony do Nałęczowa przez Stefana Żeromskiego, gdzie w tym samym roku zbudował letni dom – studio do pracy – nazwany Chatą, a w następnym Ochronkę – przedszkole im. Adama Żeromskiego, która była pierwszym murowanym budynkiem zaprojektowanym przez tego architekta. Oba budynki zaprojektowane były w stylu zakopiańskim. Zaprzyjaźnił się tam z pisarzem oraz z Edwardem Abramowskim. W okolicach Nałęczowa w tych latach zaprojektował również Ochronkę przy dworze w Czesławicach, murowaną willę adwokata Łypacewicza w Nałęczowie oraz budynek Szkoły Przemysłu Ludowego.
Od 1906 roku był członkiem Stowarzyszenia Techników, od 1907 roku Towarzystwa Opieki nad Zabytkami Przeszłości oraz Polskiego Towarzystwa Krajoznawczego. W 1908 ożenił się z córką Oktawii Żeromskiej – Henryką Rodkiewiczówną, pasierbicą Żeromskiego. W 1909 roku wstąpił w szeregi Koła Architektów.
Na przełomie lat 1908/1909 po raz pierwszy wziął udział w konkursie architektonicznym, który wygrał. W związku z tym zaprojektował Wzorową Zagrodę Chłopską oraz Dom Sztuki na wystawę plastyki polskiej w Częstochowie. Od 1911 roku był autorem prac konserwatorskich m.in. Zbioru Arjańskiego w Wojciechowie oraz Pałacu Leszczyńskich w Krasnobrodzie. W latach 1912–1913 zaprojektował pierwszą w Polsce fabrykę eternitu w Lublinie.
W 1915 w czasie I wojny światowej został aresztowany i osadzony w więzieniu na Zamku w Lublinie, a następnie wysłany do moskiewskich Butyrek. Zwolniony za kaucją, został wysłany do Mińska, gdzie mieścił się sąd wojenny. Przez trzy lata prowadził tam szkołę zawodową dla dzieci wygnańców. Projektował tam budynki, meble, oraz nadzorował prace konserwatorskie i rekonstrukcyjne nad mińskimi zabytkami. Należał również do organizacji partyjnej Związek Demokratyczny. W 1918 został zwolniony i powrócił do rodziny do Nałęczowa. Tam zaprojektował i zbudował wiele obiektów: willa Brzozy, Apteka, Szkoła Rzemiosł Budowlanych, Mauzoleum Adama, willa na ulicy Poniatowskiego i pomnik w Parku Zdrojowym.
Szkołę Rzemiosł Budowlanych w 1919 przeniósł do Kazimierza Dolnego prowadząc ją częściowo z własnych funduszy oraz korzystając z pomocy szwajcarskiego Czerwonego Krzyża. Oprócz szkoły, zbudował także w Kazimierzu: Dom Kifnerów, Dom Potworowskich, Łaźnie Miejskie, odbudował i konserwował Kamienicę Celejowską i Kamienice Przybyłów oraz opracowywał plany zabudowy miasta.
W 1925 przeniósł się do Warszawy, gdzie od 1918 projektował i od 1925 budował Wyższą Szkołę Handlową. Kolejne jego projekty i realizacje to: Sanatorium dla Dzieci w Zakopanem, Sanatorium przeciwgruźlicze w Jaroszowcu (obecnie Wojewódzki Szpital Chorób Płuc w Jaroszowcu), Szkoła Rodzin Wojskowych w Warszawie, Prewentorium dla Dzieci w Otwocku i wiele innych. W 1930 w konkursie na projekt Świątyni Opatrzności Bożej w Warszawie zdobył jedną z trzech równorzędnych pierwszych nagród.
W zakresie działalności konserwatorskich zajmował się, m.in. zabezpieczaniem konstrukcji w kościołach w Lądzie nad Wartą, Kościelnej Wsi i Belsku.

Według jego projektu w latach 1935–1938 został wybudowany kościół św. Prokopa Opata w Błędowie w stylu zakopiańskim. W 1938 roku rozpoczął budowę domu własnego przy ul. Naruszewicza 20 w Warszawie (budowę przerwał wybuch wojny i została ona ukończona w 1948 roku). 

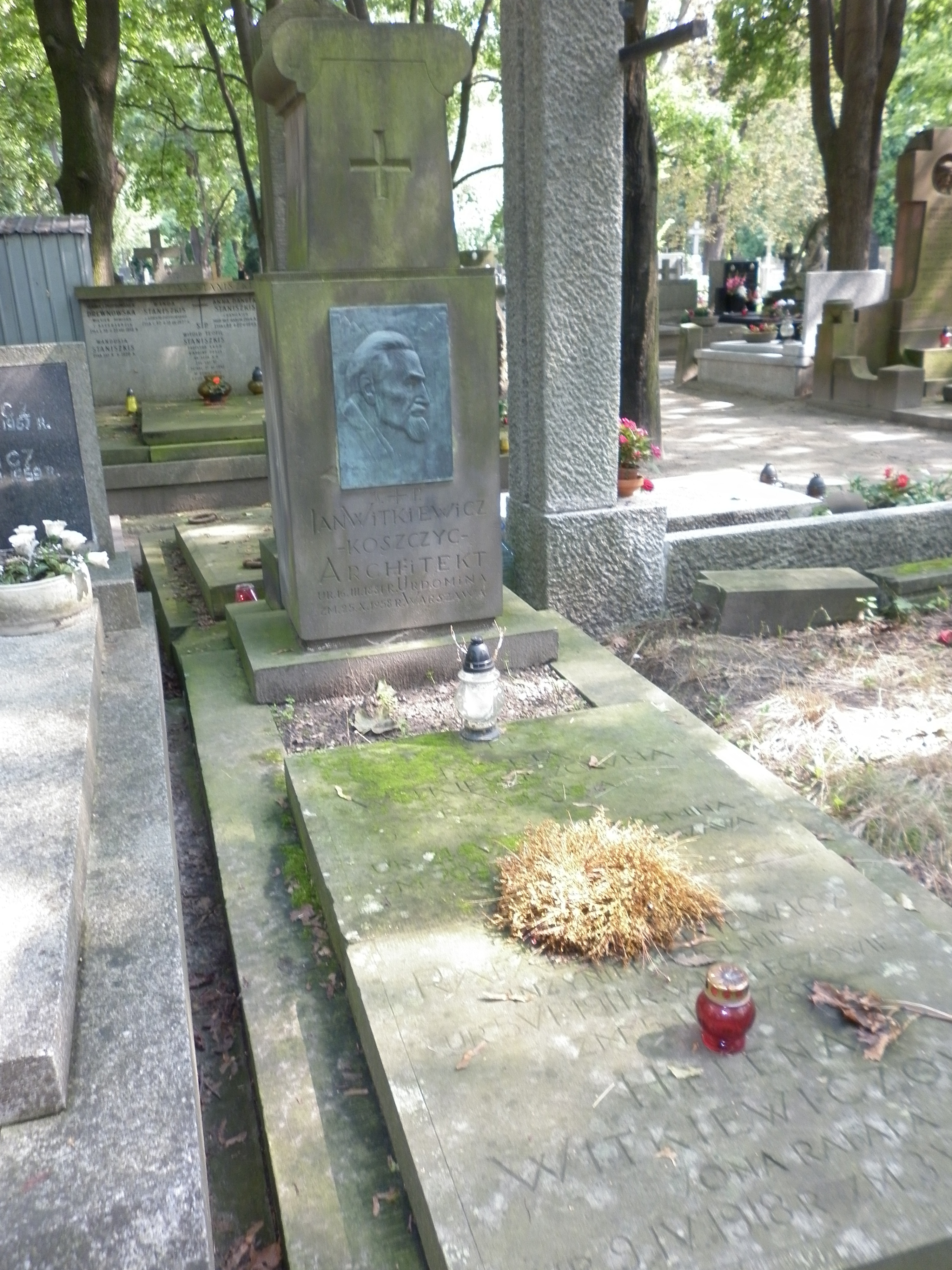
Grób Jana Witkiewicza Koszczyca na cmentarzu Powązkowskim w Warszawie

II wojnę światową spędził w okolicach Warszawy, a po jej zakończeniu mieszkał u córki w Warszawie. Po wojnie poświęcił się restauracji romańskiej kolegiaty w Tumie k. Łęczycy połączonej z regotycyzacją (1947–1954) i pałacu w Otwocku Wielkim (1947–1958). Pracował w Naczelnej Dyrekcji Muzeów i Ochrony Zabytków przy Ministerstwie Kultury i Sztuki. Współorganizował Instytut Urbanistyki i Architektury (1949). Od 1952 był członkiem tytularnym Polskiej Akademii Nauk.
Zmarł po długotrwałej ciężkiej chorobie 25 października 1958 w Warszawie, pochowany na cmentarzu Powązkowskim (kwatera 213-4-26).

## Ordery i odznaczenia
- Order Sztandaru Pracy I klasy
- Krzyż Oficerski Orderu Odrodzenia Polski (1929)[17]
- Złoty Krzyż Zasługi (dwukrotnie: po raz drugi 29 października 1947[18])

## Upamiętnienie
Jego imię nosi Zespół Szkół w Kazimierzu Dolnym. Jedna z ulic w Nałęczowie została nazwana imieniem Jana Witkiewicza.